# Пізньоцвіт (пам'ятка природи)
Пізньоцвіт — ботанічна пам'ятка природи місцевого значення. Об'єкт розташований на території Косівського району Івано-Франківської області.
Площа — 0,1500 га, статус отриманий у 1996 році.